# Észtország az olimpiai játékokon
Észtország miután 1918-ban kivált az Orosz Birodalomból, képviseltette magát az 1920-as nyári játékokon. Öt nyári és két téli olimpiai részvétel után, 1940-ben a Szovjetunió elfoglalta az országot, és függetlenségének újbóli megszerzéséig, 1991-ig az észt sportolók a szovjet csapatban szerepeltek a játékokon. Az 1992. évi téli olimpiai játékoktól kezdődően, amikor Észtország már újból saját csapattal volt jelen, valamennyi téli és nyári játékon képviseltette magát az ország.
Észtország sportolói 44 érmet szereztek, legsikeresebb sportágaik a birkózás és a sífutás.
Az Észt Olimpiai Bizottság 1923-ban jött létre, a NOB 1991-ben vette fel tagjai közé a szervezetet.

## Éremtáblázatok

### Érmek a nyári olimpiai játékokon
| Olimpia              | Arany                                          | Ezüst                                          | Bronz                                          | Összesen                                       |
| 1920, Antwerpen      | 1                                              | 2                                              | 0                                              | 3                                              |
| 1924, Párizs         | 1                                              | 1                                              | 4                                              | 6                                              |
| 1928, Amszterdam     | 2                                              | 1                                              | 2                                              | 5                                              |
| 1932, Los Angeles    | 0                                              | 0                                              | 0                                              | 0                                              |
| 1936, Berlin         | 2                                              | 2                                              | 3                                              | 7                                              |
| 1948, London         | A Szovjetunió része volt, amely nem vett részt | A Szovjetunió része volt, amely nem vett részt | A Szovjetunió része volt, amely nem vett részt | A Szovjetunió része volt, amely nem vett részt |
| 1952–1988            | A Szovjetunió részeként                        | A Szovjetunió részeként                        | A Szovjetunió részeként                        | A Szovjetunió részeként                        |
| 1992, Barcelona      | 1                                              | 0                                              | 1                                              | 2                                              |
| 1996, Atlanta        | 0                                              | 0                                              | 0                                              | 0                                              |
| 2000, Sydney         | 1                                              | 0                                              | 2                                              | 3                                              |
| 2004, Athén          | 0                                              | 1                                              | 2                                              | 3                                              |
| 2008, Peking         | 1                                              | 1                                              | 0                                              | 2                                              |
| 2012, London         | 0                                              | 1                                              | 1                                              | 2                                              |
| 2016, Rio de Janeiro | 0                                              | 0                                              | 1                                              | 1                                              |
| 2020, Tokió          | 1                                              | 0                                              | 1                                              | 2                                              |
| 2024, Párizs         | 0                                              | 0                                              | 0                                              | 0                                              |
| Összesen             | 10                                             | 9                                              | 17                                             | 36                                             |

### Érmek a téli olimpiai játékokon
| Olimpia                      | Arany                                          | Ezüst                                          | Bronz                                          | Összesen                                       |
| 1924, Chamonix               | nem vett részt                                 | nem vett részt                                 | nem vett részt                                 | nem vett részt                                 |
| 1928, St. Moritz             | 0                                              | 0                                              | 0                                              | 0                                              |
| 1932, Lake Placid            | nem vett részt                                 | nem vett részt                                 | nem vett részt                                 | nem vett részt                                 |
| 1936, Garmisch-Partenkirchen | 0                                              | 0                                              | 0                                              | 0                                              |
| 1948–1952                    | A Szovjetunió része volt, amely nem vett részt | A Szovjetunió része volt, amely nem vett részt | A Szovjetunió része volt, amely nem vett részt | A Szovjetunió része volt, amely nem vett részt |
| 1956–1988                    | A Szovjetunió részeként                        | A Szovjetunió részeként                        | A Szovjetunió részeként                        | A Szovjetunió részeként                        |
| 1992, Albertville            | 0                                              | 0                                              | 0                                              | 0                                              |
| 1994, Lillehammer            | 0                                              | 0                                              | 0                                              | 0                                              |
| 1998, Nagano                 | 0                                              | 0                                              | 0                                              | 0                                              |
| 2002, Salt Lake City         | 1                                              | 1                                              | 1                                              | 3                                              |
| 2006, Torino                 | 3                                              | 0                                              | 0                                              | 3                                              |
| 2010, Vancouver              | 0                                              | 1                                              | 0                                              | 1                                              |
| 2014, Szocsi                 | 0                                              | 0                                              | 0                                              | 0                                              |
| 2018, Phjongcshang           | 0                                              | 0                                              | 0                                              | 0                                              |
| 2022, Peking                 | 0                                              | 0                                              | 1                                              | 1                                              |
| Összesen                     | 4                                              | 2                                              | 2                                              | 8                                              |

## Érmek sportáganként

### Érmek a nyári olimpiai játékokon sportáganként
| Észtország érmei a nyári olimpiai játékokon sportáganként | Észtország érmei a nyári olimpiai játékokon sportáganként | Észtország érmei a nyári olimpiai játékokon sportáganként | Észtország érmei a nyári olimpiai játékokon sportáganként | Az olimpiai zászlaja |

| Sportág      | Arany | Ezüst | Bronz | Összesen |
| ------------ | ----- | ----- | ----- | -------- |
| Birkózás     | 5     | 2     | 4     | 11       |
| Atlétika     | 2     | 1     | 3     | 6        |
| Súlyemelés   | 1     | 3     | 3     | 7        |
| Vívás        | 1     | 0     | 1     | 2        |
| Kerékpározás | 1     | 0     | 0     | 1        |
| Evezés       | 0     | 2     | 1     | 3        |
| Ökölvívás    | 0     | 1     | 0     | 1        |
| Cselgáncs    | 0     | 0     | 3     | 3        |
| Vitorlázás   | 0     | 0     | 2     | 2        |
| Összesen     | 10    | 9     | 17    | 36       |

### Érmek a téli olimpiai játékokon sportáganként
| Észtország érmei a téli olimpiai játékokon sportáganként | Észtország érmei a téli olimpiai játékokon sportáganként | Észtország érmei a téli olimpiai játékokon sportáganként | Észtország érmei a téli olimpiai játékokon sportáganként | Az olimpiai zászlaja |

| Sportág      | Arany | Ezüst | Bronz | Összesen |
| ------------ | ----- | ----- | ----- | -------- |
| Sífutás      | 4     | 2     | 1     | 7        |
| Síakrobatika | 0     | 0     | 1     | 1        |
| Összesen     | 4     | 2     | 2     | 8        |